# Urotrygon venezuelae
Urotrygon venezuelae is een vissensoort uit de familie van de Urotrygonidae. De wetenschappelijke naam van de soort is voor het eerst geldig gepubliceerd in 1949 door Schultz.